# Sumpsnigel
Sumpsnigel (Deroceras laeve) är en snäckart som först beskrevs av Otto Friedrich Müller 1774. Enligt Catalogue of Life ingår Sumpsnigel i släktet Deroceras och familjen kölsniglar, men enligt Dyntaxa är tillhörigheten istället släktet Deroceras och familjen fältsniglar. Arten är reproducerande i Sverige. Inga underarter finns listade i Catalogue of Life. En liten och livlig snigel, upp till 2,5 cm lång.

## Bildgalleri

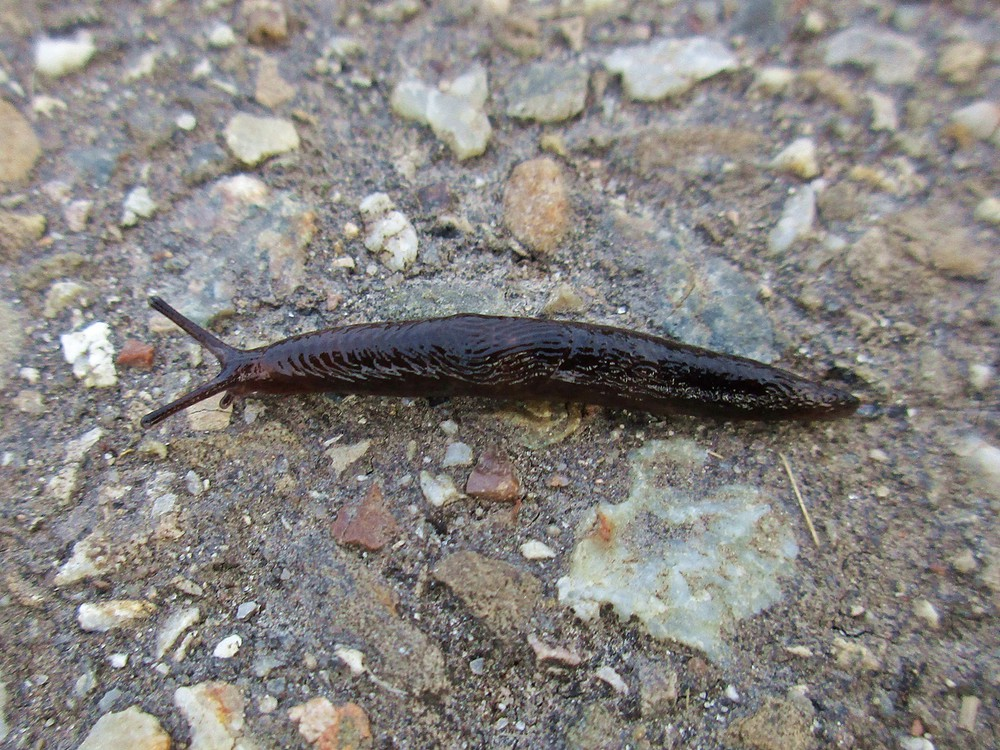
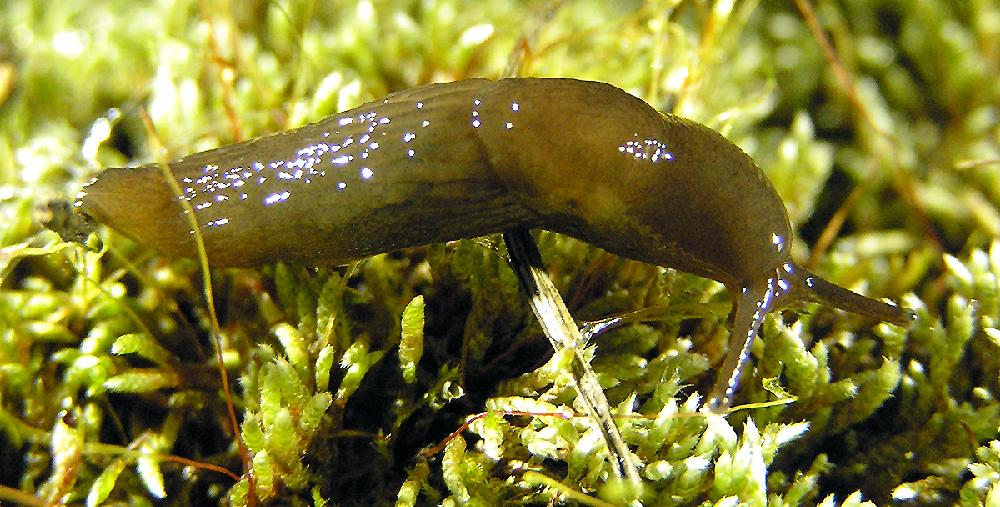